# David Pel
David Pel (Amstelveen, 9 luglio 1991) è un tennista olandese.
Specialista del doppio, ha perso la finale al torneo di Wimbledon 2025 in coppia con Rinky Hijikata, vanta inoltre un titolo vinto nel circuito maggiore, diversi altri nei circuiti minori e il suo miglior ranking ATP è il 37º posto raggiunto nel luglio 2025. In singolare non ha ottenuto risultati di rilievo e dal 2017 ha giocato quasi esclusivamente in doppio.

## Carriera

### Esordi e primi titoli minori
Esordisce nei tornei ITF Futures nel 2009 e i primi titoli arrivano in doppio nel 2014, mentre in singolare non ottiene risultati di rilievo. Nel 2017, dopo dieci titoli Futures, vince in coppia con Tomasz Bednarek il primo Challenger a Milano. Insieme a Bednarek disputerà altre tre finali tra il 2017 e il 2018, uscendo sempre sconfitto.

### 2018-2020: sette titoli Challenger
Nel gennaio 2018 disputa il suo ultimo incontro in singolare e durante la stagione vince in doppio i Challenger di Heilbronn e di Firenze insieme all'australiano Rameez Junaid, mentre tra il 2019 e il 2020 ottiene cinque titoli insieme al connazionale Sander Arends. Inizia il 2020 vincendo con Arends il Koblenz Open, poco prima dello stop dei tornei a causa della pandemia di COVID-19. Alla ripresa delle competizioni vince il Prague Open II e l'Ismaning Challenger, quest'ultimo insieme ad Andre Begemann.

### 2021, primo titolo ATP
Nel gennaio 2021 si aggiudica l'Istanbul Challenger con André Göransson. In marzo disputa la prima finale nel circuito maggiore assieme ad Arends a Marsiglia, e vengono sconfitti in due set da Lloyd Glasspool / Harri Heliövaara. Fa quindi il suo esordio nelle prove del Grande Slam al Roland Garros e a Wimbledon, e in entrambi i casi viene eliminato al primo turno. Si riscatta il successivo 18 luglio all'ATP 250 di Båstad, quando di nuovo in coppia con Arends si aggiudica il primo titolo del circuito maggiore superando in finale Andre Begemann / Albano Olivetti con il punteggio di 6-4, 6-2.

### 2022-2023: otto titoli Challenger, top 70 e infortunio
A inizio 2022 gioca in prevalenza nei Challenger, a gennaio torna a giocare in singolare dopo 4 anni e viene subito eliminato. Nella prima parte della stagione gioca con Arends cinque finali nei tornei Challenger e si aggiudicano il titolo a Saint-Brieuc e a Mauthausen. Ad agosto vince la finale a Meerbusch assieme a Szymon Walków, a settembre quella di Rennes con Jonathan Eysseric e a ottobre si impone a Mouilleron-le-Captif di nuovo con Arends.
Nella prima parte del 2023 vince il Challenger Oeiras Indoors 2 con Arends e quello di Lugano con Zizou Bergs. Nel circuito maggiore raggiunge le semifinali a Montpellier e a Umago, mentre vince i primi incontri in carriera nel Grande Slam a Wimbledon in coppia con Reese Stalder ed escono al terzo turno. A settembre si conferma campione all'Open de Rennes con Arends. A fine mese si infortuna prima della semifinale al Challenger di Orleans e chiude la stagione in anticipo. A ottobre porta il miglior ranking alla 70ª posizione.

### 2024-2025: finale a Wimbledon e 37º nel ranking
Rientra a maggio 2024 e torna a mettersi in luce ad agosto vincendo il Challenger di Lüdenscheid in coppia con Bart Stevens, dopo essere sceso alla 260ª posizione del ranking. A ottobre vince il Challenger 100 di Roanne assieme a Nicolás Barrientos. Raggiunge quindi due semifinali ATP, allo European Open con Robin Haase e al Belgrade Open con Barrientos. Nella prima parte del 2025 raggiunge cinque finali Challenger in coppia con lo svizzero Paul Jakub e vincono quelle del Koblenz Open, il Challenger 125 Play In Challenger Lille e il Thionville Open, risultati con cui già a marzo fa rientro nella top 100. Ancora con Jakub vince il primo incontro in carriera al Roland Garros, ed escono di scena al secondo turno.  A Wimbledon entra nel tabellone principale come alternate assieme a Rinky Hijikata, al terzo turno infliggono una secca sconfitta alle teste di serie nº 3 Kevin Krawietz / Tim Pütz, in semifinale hanno la meglio dopo tre tie-break contro i numeri 1 mondiali Marcelo Arévalo / Mate Pavić e in finale cedono a Lloyd Glasspool / Julian Cash per 2-6, 6-7; Pel guadagna 45 posizioni nel ranking e sale alla 37ª.

## Statistiche
Aggiornate al 14 aprile 2025.

### Doppio

#### Vittorie (1)
| Legenda doppio       |
| Grande Slam (0)      |
| ATP Finals (0)       |
| ATP Masters 1000 (0) |
| ATP Tour 500 (0)     |
| ATP Tour 250 (1)     |

| N. | Data           | Torneo               | Superficie  | Compagno      | Avversari in finale            | Punteggio |
| 1. | 18 luglio 2021 | Swedish Open, Båstad | Terra rossa | Sander Arends | Andre Begemann Albano Olivetti | 6–4, 6–2  |

#### Finali perse (2)
| Legenda doppio       |
| Grande Slam (1)      |
| ATP Finals (0)       |
| ATP Masters 1000 (0) |
| ATP Tour 500 (0)     |
| ATP Tour 250 (1)     |

| N. | Data           | Torneo                      | Superficie | Compagno       | Avversari in finale              | Punteggio   |
| 1. | 14 marzo 2021  | Open 13 Provence, Marsiglia | Cemento    | Sander Arends  | Lloyd Glasspool Harri Heliövaara | 5–7, 6(4)–7 |
| 2. | 12 luglio 2025 | Torneo di Wimbledon, Londra | Erba       | Rinky Hijikata | Lloyd Glasspool Julian Cash      | 2–6, 6(3)–7 |

### Tornei minori

#### Doppio

##### Vittorie (34)
| Legenda tornei minori |
| Challenger (23)       |
| Futures (11)          |

| N.  | Data              | Torneo                                         | Superficie    | Compagno               | Avversari in finale                         | Punteggio              |
| 1.  | 27 luglio 2014    | Austria F5, Bad Waltersdorf                    | Terra rossa   | Jan Blecha             | Mario Haider-Maurer Jan Poskocil            | 6-4, 6-1               |
| 2.  | 24 agosto 2014    | Germany F10, Wetzlar                           | Terra rossa   | Dennis van Scheppingen | Julian Lenz Lars Pörschke                   | 7-6(2), 7-6(5)         |
| 3.  | 25 ottobre 2015   | Germany F17, Oberhaching                       | Cemento (i)   | Niels Lootsma          | Johannes Härteis Hannes Wagner              | 2-6, 6-4, [10-8]       |
| 4.  | 13 dicembre 2015  | Nigeria F3, Lagos                              | Cemento (o)   | Antal van der Duim]    | Lloyd Harris Karim-Mohamed Maamoun          | 6-3, 6-2               |
| 5.  | 13 marzo 2016     | Italy F2, Basiglio                             | Cemento (i)   | Antal van der Duim     | Antoine Hoang Grégoire Jacq                 | 6-4, 6-4               |
| 6.  | 1 maggio 2016     | Nigeria F2, Abuja                              | Cemento (o)   | Antal van der Duim     | Luca Margaroli Ilija Vučić                  | 7-5, 3-6, [10-7]       |
| 7.  | 10 luglio 2016    | Netherlands F4, Amstelveen                     | Terra rossa   | José Pereira           | Miliaan Niesten Boy Westerhof               | 6-4, 3-6, [10-3]       |
| 8.  | 17 luglio 2016    | Austria F2, Kramsach                           | Terra rossa   | Maximilian Neuchrist   | Sebastian Bader Matthias Haim               | 6-3, 5-7, [10-4]       |
| 9.  | 24 luglio 2016    | Germany F8, Kassel                             | Terra rossa   | Maximilian Neuchrist   | Petr Nouza David Škoch                      | 6-2, 7-6(5)            |
| 10. | 21 agosto 2016    | Poland F5, Bydgoszcz                           | Terra rossa   | Maximilian Neuchrist   | Michał Dembek Grzegorz Panfil               | 6-1, 7-5               |
| 11. | 2 luglio 2017     | Aspria Tennis Cup, Milano                      | Terra rossa   | Tomasz Bednarek        | Filippo Baldi Omar Giacalone                | 6-1, 6-1               |
| 12. | 13 agosto 2017    | Italy F25, Cornaiano                           | Terra rossa   | Gonçalo Oliveira       | Gianluca Di Nicola Lorenzo Sonego           | 6-3, 6-2               |
| 13. | 20 maggio 2018    | Heilbronner Neckarcup, Heilbronn               | Terra rossa   | Rameez Junaid          | Kevin Krawietz Andreas Mies                 | 6-2, 2-6, [10-7]       |
| 14. | 7 ottobre 2018    | Firenze Tennis Cup, Firenze                    | Terra rossa   | Rameez Junaid          | Filippo Baldi Salvatore Caruso              | 7-5, 3-6, [10-7]       |
| 15. | 28 luglio 2019    | Tampere Open, Tampere                          | Terra rossa   | Sander Arends          | Ivan Nedelko Alexander Zhurbin              | 6-0, 6-2               |
| 16. | 4 agosto 2019     | Open Castilla y León, Segovia                  | Cemento (o)   | Sander Arends          | Orlando Luz Felipe Meligeni Rodrigues Alves | 6-4, 7-6(3)            |
| 17. | 1 settembre 2019  | Rafa Nadal Open, Maiorca                       | Cemento (o)   | Sander Arends          | Karol Drzewiecki Szymon Walków              | 7-5, 6-4               |
| 18. | 23 febbraio 2020  | Koblenz Open, Coblenza                         | Cemento (i)   | Sander Arends          | Julian Lenz Yannick Maden                   | 7-6(4), 7-6(3)         |
| 19. | 30 agosto 2020    | Prague Open II, Praga                          | Terra rossa   | Sander Arends          | André Göransson Gonçalo Oliveira            | 7-5, 7-6(5)            |
| 20. | 25 ottobre 2020   | Ismaning Challenger, Ismaning                  | Sintetico (i) | Andre Begemann         | Lloyd Glasspool Alex Lawson                 | 5-7, 7-6(2), [10-4]    |
| 21. | 23 gennaio 2021   | Istanbul Challenger, Istanbul                  | Cemento (i)   | André Göransson        | Lloyd Glasspool Harri Heliövaara            | 4-6, 6-3, [10-8]       |
| 22. | 2 aprile 2022     | Saint-Brieuc Challenger, Saint-Brieuc          | Cemento (i)   | Sander Arends]         | Jonathan Eysseric Robin Haase               | 6-3, 6-3               |
| 23. | 7 maggio 2022     | Danube Upper Austria Open, Mauthausen          | Terra rossa   | Sander Arends          | Johannes Haerteis Benjamin Hassan           | 6-4, 6-3               |
| 24. | 13 agosto 2022    | Meerbusch Challenger, Meerbusch                | Terra rossa   | Szymon Walków          | Neil Oberleitner Philipp Oswald             | 7-5, 6-1               |
| 25. | 17 settembre 2022 | Open de Rennes, Rennes                         | Cemento       | Jonathan Eysseric      | Dan Added Albano Olivetti                   | 6-4, 6-4               |
| 26. | 8 ottobre 2022    | Internationaux de Vendée, Mouilleron-le-Captif | Cemento (i)   | Sander Arends          | Purav Raja Divij Sharan                     | 6(1)-7, 7-6(6), [10-6] |
| 27. | 14 gennaio 2023   | Oeiras Indoors 2, Oeiras                       | Cemento (i)   | Sander Arends          | Patrik Niklas-Salminen Bart Stevens         | 6-3, 7-6(3)            |
| 28. | 11 marzo 2023     | Challenger Lugano, Lugano                      | Cemento (i)   | Zizou Bergs            | Constantin Frantzen Hendrik Jebens          | 6-2, 7-6(6)            |
| 29. | 16 settembre 2023 | Open de Rennes, Rennes                         | Cemento (i)   | Sander Arends          | Antoine_Escoffier Niki Kaliyanda Poonacha   | 6-3, 6-2               |
| 30. | 4 agosto 2024     | Sauerland Open, Lüdenscheid                    | Terra rossa   | Bart Stevens           | Matwé Middelkoop Denys Molčanov             | 6-4, 2-6, [10-8]       |
| 31. | 12 ottobre 2024   | Open International de Roanne, Roanne           | Cemento (i)   | Nicolás Barrientos     | Jakub Paul Matěj Vocel                      | 4-6, 6-3, [10-6]       |
| 32. | 1º febbraio 2025  | Koblenz Open, Coblenza                         | Cemento (i)   | Jakub Paul             | Geoffrey Blancaneaux Joshua Paris           | walkover               |
| 33. | 8 febbraio 2025   | Play In Challenger Lille, Lille                | Cemento (i)   | Jakub Paul             | Karol Drzewiecki Piotr Matuszewski          | 6-3, 6-4               |
| 34. | 8 marzo 2025      | Thionville Open, Thionville                    | Cemento (i)   | Jakub Paul             | Matteo Martineau Luca Sanchez               | 6-1, 6-4               |

##### Sconfitte in finale (30)
| Legenda tornei minori |
| Challenger (18)       |
| Futures (12)          |

| N.  | Data              | Torneo                                                   | Superficie    | Compagno                | Avversari in finale                    | Punteggio              |
| 1.  | 20 marzo 2011     | Switzerland F1, Fällanden                                | Sintetico (i) | Gaëtan de Lovinfosse    | Nils Langer Marc Rath                  | 3-6, 6(5)-7            |
| 2.  | 4 agosto 2013     | Poland F1, Ślęza                                         | Cemento (o)   | Jeroen Benard           | Stefan Seifert Torsten Wietoska        | 4-6, 7-6(4), [6-10]    |
| 3.  | 13 ottobre 2013   | Great Britain F20, Sunderland                            | Cemento (i)   | Vijay Sundar Prashanth  | Josh Goodall Harry Meehan              | 3-6, 6-4, [8-10]       |
| 4.  | 24 maggio 2015    | Spain F14, Vic                                           | Terra rossa   | Maxime Tabatruong       | Sergio Martos Gornés Pol Toledo Bagué  | 6-3, 6(4)-7, [15-17]   |
| 5.  | 31 maggio 2015    | Italy F11, Lecco                                         | Terra rossa   | Maxime Tabatruong       | Peter Luczak Marc Polmans              | 4-6, 2-6               |
| 6.  | 20 dicembre 2015  | Nigeria F4, Lagos                                        | Cemento (o)   | Antal van der Duim      | Lloyd Harris Karim-Mohamed Maamoun     | 5-7, 6(6)-7            |
| 7.  | 6 marzo 2016      | France F4, Lilla                                         | Cemento (i)   | Antal van der Duim      | Denis Matsukevich Daniil Medvedev      | 6(5)-7, 6-4, [9-11]    |
| 8.  | 8 maggio 2016     | Nigeria F3, Abuja                                        | Cemento (o)   | Antal van der Duim      | Nicolas Meister David Pérez Sanz       | 6-3, 6(2)-7, [9-11]    |
| 9.  | 20 novembre 2016  | Finland F4, Helsinki                                     | Cemento (i)   | Andreas Mies            | Jeremy Jahn Adam Majchrowicz           | 6-3, 6(4)-7, [8-10]    |
| 10. | 22 gennaio 2017   | Germany F2, Kaarst                                       | Sintetico (i) | Joran Vliegen           | Jannis Kahlke Oscar Otte               | 3-6, 7-5, [8-10]       |
| 11. | 19 febbraio 2017  | Switzerland F2, Bellevue                                 | Sintetico (i) | Maximilian Neuchrist    | Daniel Altmaier Marvin Netuschil       | 5-7, 6-1, [9-11]       |
| 12. | 14 maggio 2017    | Sweden F1, Karlskrona                                    | Terra rossa   | Botic van de Zandschulp | Martín Cuevas Christian Lindell        | 4-6, 7-6(3), [9-11]    |
| 13. | 6 agosto 2017     | Liberec Open, Liberec                                    | Terra rossa   | Tomasz Bednarek         | Laurynas Grigelis Zdeněk Kolář         | 3-6, 4-6               |
| 14. | 12 novembre 2017  | Internationaux de Tennis de Vendée, Mouilleron-le-Captif | Cemento (i)   | Tomasz Bednarek         | Andre Begemann Jonathan Eysseric       | 3-6, 4-6               |
| 15. | 23 settembre 2018 | Sibiu Open, Sibiu                                        | Terra rossa   | Tomasz Bednarek         | Kevin Krawietz Andreas Mies            | 4-6, 2-6               |
| 16. | 14 ottobre 2018   | Sánchez-Casal Cup, Barcellona                            | Terra rossa   | Rameez Junaid           | Marcelo Demoliner David Vega Hernández | 6(3)-7, 3-6            |
| 17. | 21 ottobre 2018   | Ismaning Challenger, Ismaning                            | Sintetico (i) | Rameez Junaid           | Purav Raja Antonio Šančić              | 7-5, 4-6, [5-10]       |
| 18. | 25 novembre 2018  | Internazionali di Tennis Castel del Monte, Andria        | Cemento (i)   | Marc-Andrea Hüsler      | Karol Drzewiecki Szymon Walków         | 6(10)-7, 6-2, [9-11]   |
| 19. | 27 gennaio 2019   | Open de Rennes, Rennes                                   | Cemento (i)   | Antonio Šančić          | Sander Arends Tristan-Samuel Weissborn | 4-6, 4-6               |
| 20. | 3 febbraio 2019   | Open de Quimper, Quimper                                 | Cemento (i)   | Antonio Šančić          | Fabrice Martin Hugo Nys                | 4-6, 2-6               |
| 21. | 21 aprile 2019    | Kunming Open, Anning                                     | Terra rossa   | Hans Podlipnik-Castillo | Max Purcell Luke Saville               | 6-4, 5-7, [5-10]       |
| 22. | 8 settembre 2019  | Cassis Open Provence, Cassis                             | Cemento (o)   | Sander Arends           | André Göransson Sem Verbeek            | 6(6)-7, 6-4, [9-11]    |
| 23. | 13 ottobre 2019   | Internationaux de Tennis de Vendée, Mouilleron-le-Captif | Cemento (i)   | Sander Arends           | Jonny O'Mara Ken Skupski               | 1-6, 4-6               |
| 24. | 17 novembre 2019  | Internazionali Tennis Val Gardena Südtirol, Ortisei      | Cemento (i)   | Sander Arends           | Nikola Ćaćić Antonio Šančić            | 7-6(5), 6(3)-7, [7-10] |
| 25. | 9 ottobre 2021    | Internationaux de Tennis de Vendée, Mouilleron-le-Captif | Cemento (i)   | Aisam-ul-Haq Qureshi    | Jonathan Eysseric Quentin Halys        | 6-4, 6(5)-7, [8-10]    |
| 26. | 29 gennaio 2022   | Open de Quimper, Quimper                                 | Cemento (i)   | Sander Arends           | Albano Olivetti David Vega Hernández   | 6-3, 4-6, [8-10]       |
| 27. | 5 marzo 2022      | Torino Challenger, Torino                                | Cemento (i)   | Sander Arends           | Ruben Bemelmans Daniel Masur           | 6-3, 3-6, [8-10]       |
| 28. | 11 giugno 2022    | Open de Lyon, Lione                                      | Terra rossa   | Sander Arends           | Romain Arneodo Jonathan Eysseric       | 5-7, 6-4, [4-10]       |
| 29. | 1º marzo 2025     | Challenger Lugano, Lugano                                | Cemento (i)   | Jakub Paul              | Cleeve Harper David Stevenson          | 6-4, 3-6, [8-10]       |
| 30. | 12 aprile 2025    | Open Comunidad de Madrid, Madrid                         | Terra rossa   | Jakub Paul              | Francisco Cabral Lucas Miedler         | 6(2)-7, 4-6            |